# نساء الجزائر في شقتهن
نساء الجزائر في شقتهن (بالفرنسية: Femmes d'Alger dans leur appartement)‏ هي لوحة فنية لديلاكروا. رُسمت في باريس عام 1833. عُرضت اللوحة في صالون عام 1834 واكتسبها متحف اللوفر في العام نفسه. توليفة من الاستشراق والرومانسية، تعبر هذه اللوحة عن "حزن" عميق للشاعر والناقد الفني بودلير.

## تحليل و مضمون اللوحة
اللوحة تعرض ثلاث شابات يرتدين فساتين داخلية ضبابية كثيرة الزخارف وجالسات على الحصير و توجد في الغرفة الشيشة وكانون(1)، وهن متكآت على الوسائد موضوعة على الأرض وامرأة سوداء تظهر كأنها خادمة تسير متلفتةً وهي تتنقل في الغرفة أو خارجةٌ منها.

## هوامش
1: الكانون هو فخار مجوف من الخزف يستخدم موقدًا لطهي الطعام بالفحم. شكله، مع الحواف المسننة، يجعل من الممكن وضعه على أداة الطهي هذه، أوعية لتحضير الأطباق، أو المنتجات التي ستُطهى مباشرة على الجمر (الذرة)، والبخور. وهي منتشرة بشكل كبير في غرب إفريقيا (السنغال ومالي) وفي شمال إفريقيا في المطبخ المغربي والجزائري والتونسي.